# Rhetorik

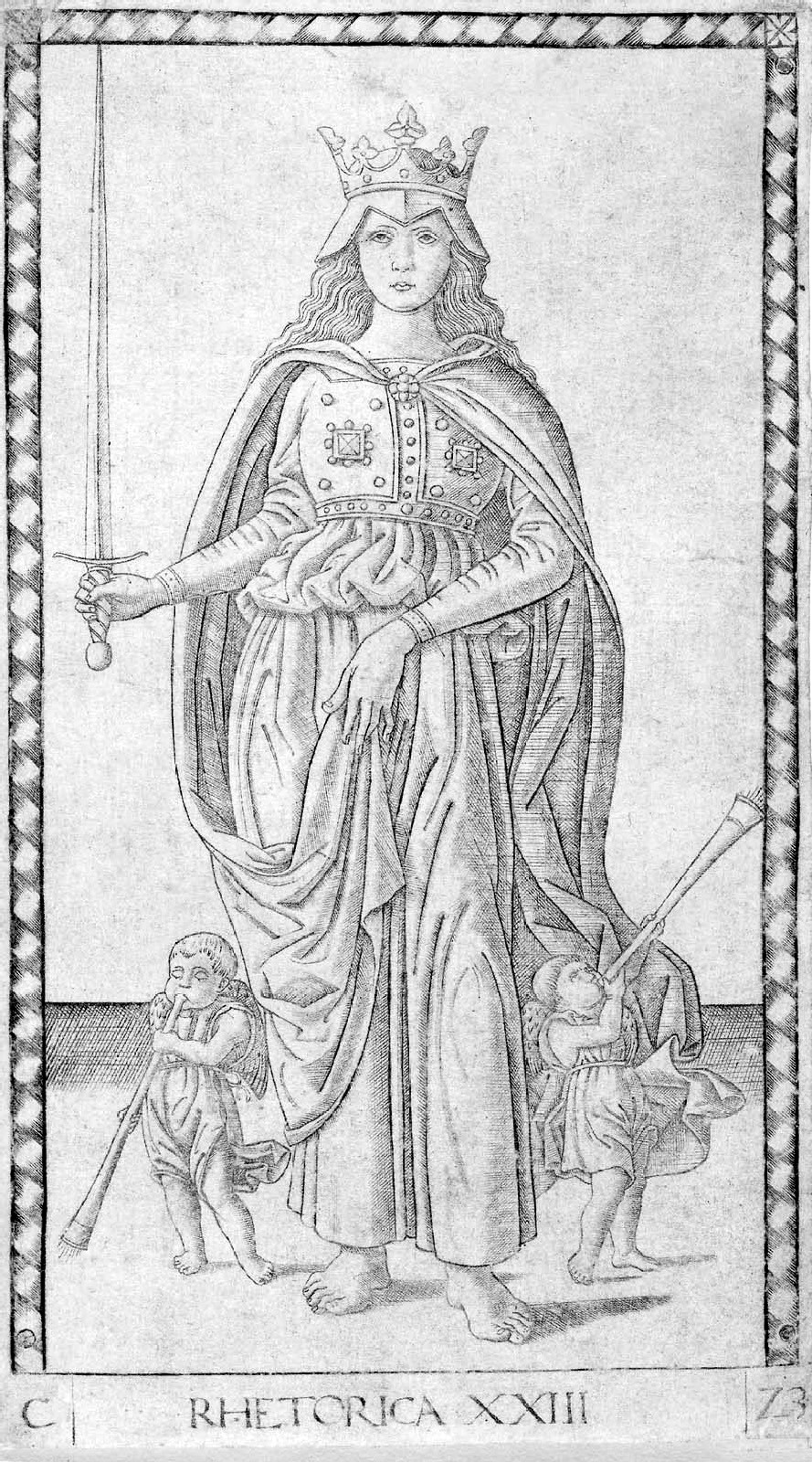
Klassische Personifikation der Rhetorik als regina artis, d. h. Königin der freien Künste (Darstellung aus den Mantegna Tarocchi, Norditalien um 1470)

Rhetorik (altgriechisch ῥητορική (τέχνη) rhētorikḗ (téchnē), deutsch ‚Redekunst‘) ist die Kunst der Rede. Sie war schon in der griechischen Antike als Disziplin bekannt und spielte insbesondere in den meinungsbildenden Prozessen Athens und anderer Poleis eine herausragende Rolle. Die Aufgabe der Rede ist es, den Zuhörer von einer Aussage zu überzeugen oder zu einer bestimmten Handlung zu bewegen. Als Kunst der Rede stellt die Rhetorik hierzu die Mittel bereit, als Theorie der Überzeugung analysiert sie diese. Insofern enthält Rhetorik immer eine Doppelaufgabe und soll sowohl Kunst als auch Wissenschaft sein. Zum einen geht es um die Kunst, Menschen von einer Ansicht zu überzeugen oder zu einer Handlung zu bewegen, zum anderen um die Wissenschaft vom wirksamen Reden.

## Historischer Überblick
Schon bevor die erste ausdrückliche Theorie der Überzeugung von Aristoteles ausgearbeitet worden war, gab es die Praxis der Rhetoriklehrer und es existierten entsprechende Handbücher. Die Fähigkeit, die Redekunst kundig und erfolgreich zu handhaben, wurde für so wichtig gehalten, dass das gesamte Erziehungssystem (die sogenannte Paideia) der Antike darauf ausgerichtet war, einen künftigen Redner heranzubilden. Insofern war die Rhetorik nicht ein Fach neben anderen, sondern das Leitfach, an dessen Bedürfnissen sich alle anderen zu orientieren hatten. Am Modell der Gerichtsrede wurde das System der Rhetorik entwickelt und schulmäßig gelehrt.

Die Rhetoriker gehörten teilweise zur Bewegung der Sophisten und legitimierten die Überredung mit der Ansicht, dass eine Wahrheit nicht existiere oder wenn, nicht erkennbar sei. Im Mittelalter war die Rhetorik neben der Logik und Grammatik der Bestandteil des Triviums des in der Antike entstandenen Kanons der Sieben freien Künste. 

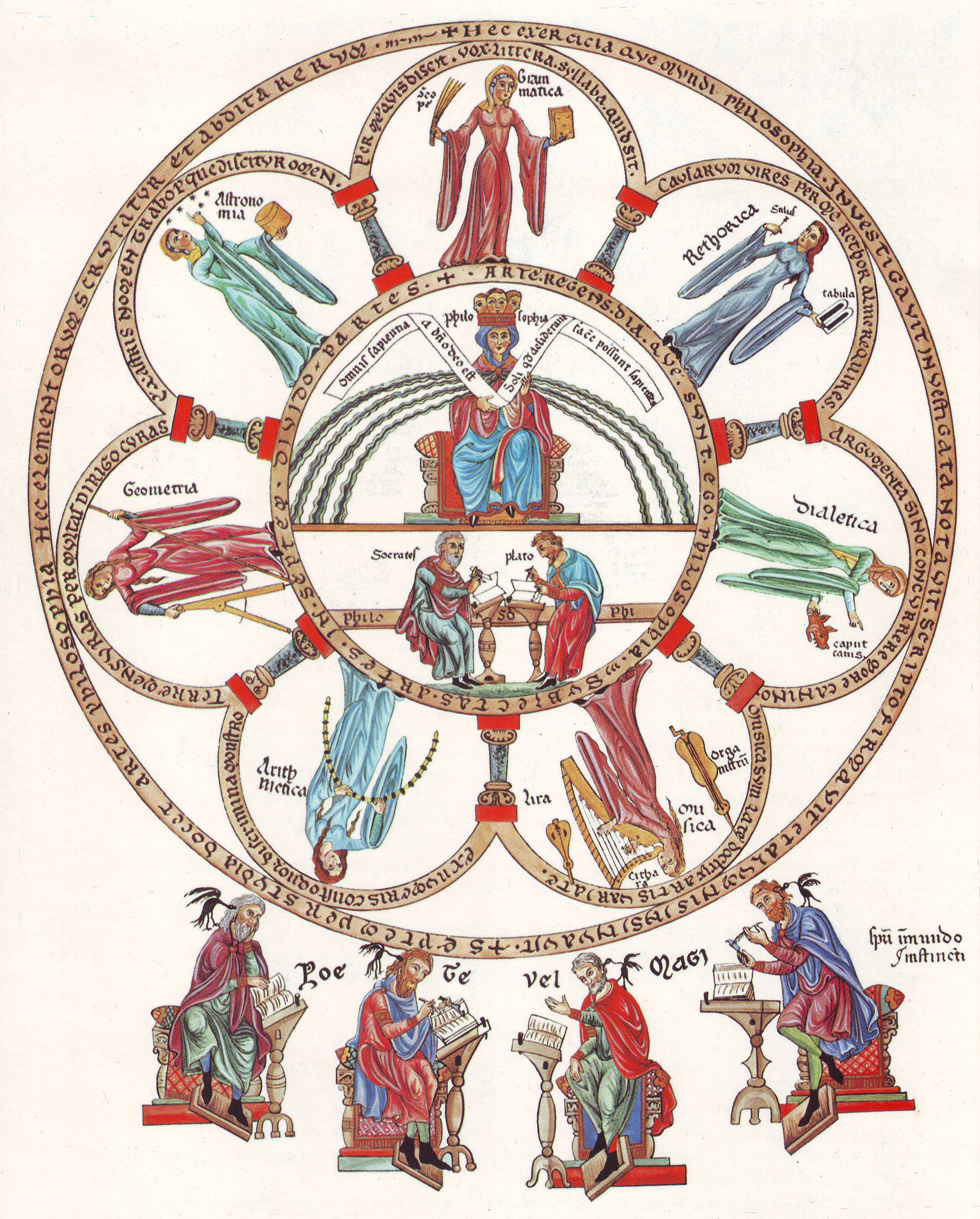
Faksimile der 1870 zerstörten Straßburger Handschrift des Hortus Deliciarum der Herrad von Landsberg von Christian Moritz Engelhardt (1818): Die Philosophie mit den sieben freien Künsten. Die Rhetorik mit stilus und tabula (Diptychon) rechts neben der an der Spitze stehenden Grammatik. Die Umschrift lautet: Causarum vires per me, Rhetor alme, requires. („Von mir, lieber Redner, wirst du die Kräfte für die Prozesse beziehen.“)

Zur Verachtung der Rhetorik kam es schließlich vonseiten der Aufklärung, die nach unbedingter Wahrheit strebte, und mehr noch vonseiten der Romantik, der es um die Authentizität der Gefühle ging. Neben ihren sonstigen Überredungsstrategien, die geeignet sind, das Urteil des Adressaten zu manipulieren, führte dazu nicht zuletzt auch ihr Arbeiten mit erstarrten konventionellen Topoi, da auch diese vorhandene Vorurteile bestätigen, indem sie an tatsächliche oder auch nur vermeintliche Erfahrungen des Adressaten anknüpfen. Die Rhetorik galt seither nicht mehr als Ziel und Ausweis von Bildung, sondern als Medium des Truges und der Unwahrheit. Ihre Kenntnis wurde nun vor allem als nötiges Rüstzeug zur Analyse und Kritik ihrer Strategien betrachtet. Der Missbrauch der Rhetorik durch die Diktatoren des 20. Jahrhunderts für propagandistische Zwecke tat ein Übriges. Sowohl der Rückgriff auf die rhetorische Praxis und die Verwendung antisemitischer Topoi bzw. Stereotype (zum Beispiel „Ewiger Jude“, „Wanderjude“, „zersetzender jüdischer Geist“, „jüdischer Geiz“, „jüdische Weltverschwörung“ usw.) durch Adolf Hitler und andere nationalsozialistische Führungsfiguren wie den Reichspropagandaminister Joseph Goebbels (Sportpalastrede) als auch die hohe politische Bedeutung, welche die Rhetorik in den sozialistischen Diktaturen als sogenannte sozialistische Rhetorik erlangte, die mit spezieller gesellschaftspolitischer Wortwahl und Ausdeutung der politischen Verhältnisse im Sinne der Staatsideologie die Autorität des Regimes und seiner Repräsentanten zu stützen hatte, trugen entscheidend zu ihrer weiteren Diskreditierung bei.
Die Rhetorik wurde nun, vor allem in der Bundesrepublik Deutschland, insbesondere von Fachvertretern von Fächern wie der Politologie, Soziologie und Erziehungswissenschaft als gefährliche Waffe der Demagogie angesehen, die nur durch Vermittlung der Kenntnis ihrer psychologischen Grundlagen, des Durchschauens ihrer Wirkmechanismen und der angemessenen Bewertung ihrer Folgen unschädlich zu machen sei. Die Vermittlung dieser Kenntnisse und Kompetenzen habe im Rahmen einer Bildungskonzeption zu erfolgen, die schwerpunktmäßig auf Demokratieerziehung ausgerichtet werden müsse. Dem Durchschauen rhetorischer Strategien und Techniken sowie der kritischen Auseinandersetzung mit tradierten und unhinterfragt weiter verwendeten Topoi, Vorurteilen, Narrativen und Stereotypen komme hierbei entscheidende Bedeutung zu.
Wissenschaftliche Arbeiten zur Rhetorik beschäftigen sich – vor allem seit der Mitte des 20. Jahrhunderts – überwiegend mit dem Gespräch sowie mit Fragen der Rede- und Gesprächspädagogik; ihre Forschungen kommen unter anderen aus der Sprechwissenschaft, der Sprachwissenschaft (vor allem dem Sprachgebrauch in der Werbesprache), der Psychologie, der Pädagogik und der Soziologie.

## Geschichte der Rhetorik

### Rhetorik in der Antike

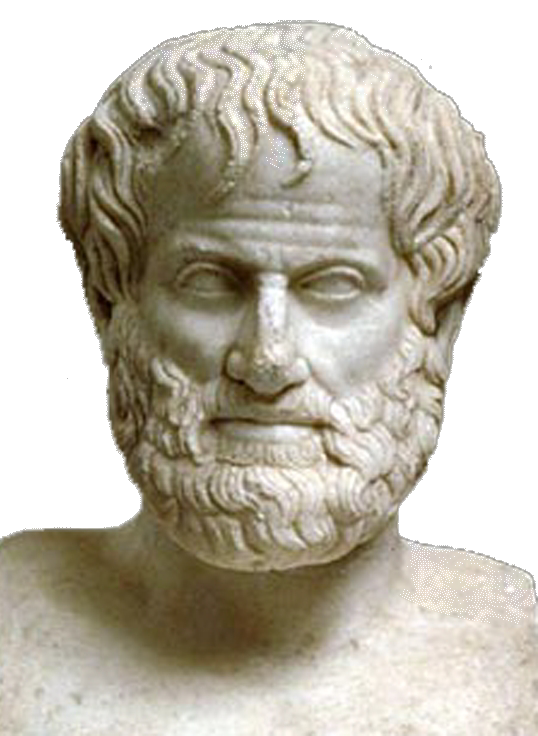
Aristoteles, der Begründer des rhetorischen Systems

Die Geschichte der Rhetorik beginnt in der griechischen Antike. In den Stadtstaaten des antiken Griechenlands, in denen alle männlichen Vollbürger an den politischen und rechtlichen Entscheidungen mitwirken konnten, spielte die Rhetorik eine große Rolle. Streitigkeiten, beispielsweise um offene Grundstücksfragen nach Tyrannenvertreibungen oder um unterschiedliche politische Positionen, die für die Allgemeinheit relevant waren, führten dazu, sich eingehender mit der Kunst der öffentlichen Rede zu beschäftigen. Wer zu seinem Recht kommen wollte, musste sein Anliegen vor Gericht persönlich vortragen können. Da die Mehrheit der Bevölkerung hierzu selbst nicht ausreichend gebildet war, suchte sie sich Redelehrer – wie Korax oder dessen Schüler Gorgias –, die ihr beim Verfertigen der Reden halfen oder ihr diese Arbeit ganz abnahmen.
Zwar hat es die praktische Beredsamkeit schon immer gegeben (bereits die Homerischen Epen reflektieren darüber), deren ausdrückliche Lehre als Kunst entwickelte sich jedoch erst im 5. Jahrhundert v. Chr. aus praktischen Bedürfnissen heraus. So entstanden die ersten Lehrbücher der Rhetorik, die alle Arbeitsschritte von der Konzeption der Rede, dem Finden und Anordnen passender Argumente und deren wirkungsvoller sprachlichen Ausgestaltung bis zum Auswendiglernen der Rede und dem mündlichen Vortrag regelten. Korax befasste sich als einer der ersten mit der überzeugenden Rede und dem Wahrscheinlichkeitsschluss. Wesentliche Elemente der Rhetorik, wie die Beweismittel, Indizien und die Schlussfolgerung, die Überredung und der richtige Zeitpunkt zum Anführen eines bestimmten Argumentes, tauchen hier, allerdings noch unsystematisch, bereits auf.
Auch in Platons Dialogen (Gorgias) werden Auseinandersetzungen über die Redekunst geführt. Die zentrale Unterscheidung ist dabei die zwischen den Philosophen und den Sophisten. Der Unterschied wird erkenntnistheoretisch wie ethisch begründet: Den Sophisten geht es nur um die Überredungskraft der Rede, selbst wenn das Gegenüber von Falschem oder Widersprüchlichem überzeugt werden soll. Diese Position ist zwar erfolgreich, aber ethisch fragwürdig; den wahren Philosophen kann es nur darum gehen, durch die Rede zur Wahrheit hinzuführen. Sokrates wird dabei die Erfindung der Mäeutik (im metaphorischen Sinne) zugeschrieben, der „Hebammenkunst“ des geschickten Fragens und Ausdeutens von Paradoxen, mit deren Hilfe ein Gegenüber schließlich „von selbst“ zur Wahrheit finden soll. Eine positiv verstandene Rhetorik muss deshalb, wie Platon im Phaidros ausführt, Seelenlenkung (Psychagogie) sein. Es ist heute jedoch umstritten, ob die platonischen Dialoge nicht nur eine Sophistik eigener Art vorführen.
Aristoteles entwickelte in seiner Rhetorik als erster eine systematische Darstellung der Redekunst. Er definiert sie als „Fähigkeit, bei jeder Sache das möglicherweise Überzeugende (pithanon) zu betrachten“ und sieht sie als Gegenstück zur Argumentationstheorie der Dialektik. Er unterscheidet zwischen drei Formen der Überzeugung: der Glaubwürdigkeit des Redners (ethos), dem emotionalen Zustand des Hörers (pathos) und dem Argument (logos).
Das Argument hält er für das essentiellste Instrument. Der Rhetoriker überzeugt vor allem dadurch, dass er aus den vorliegenden Überzeugungen der Zuhörer die gewünschte These ableitet. Diese Form des Arguments nennt Aristoteles Enthymem. Für diese Enthymeme liefert er zahlreiche Konstruktionsanleitungen – sogenannte Topoi –, etwa:

„Ein weiterer (Topos ergibt sich) aus dem Eher und Weniger, wie zum Beispiel: ‚Wenn schon die Götter nicht alles wissen, dann wohl kaum die Menschen.‘ Denn das bedeutet: Wenn etwas dem, dem es eher zukommen könnte, nicht zukommt, dann ist offensichtlich, dass es auch nicht dem zukommt, dem es weniger zukommen könnte.“

Aristoteles kritisiert an seinen Zeitgenossen das sachfremde Erregen von Emotionen, etwa wenn der Angeklagte seine Familie während der Verhandlung auftreten lässt, um auf diese Weise Mitleid zu erregen. Hierdurch werde ein sachbezogenes Urteil verhindert. Seine eigene Theorie der Emotionserregung zielt hingegen darauf ab, dass bestehende Sachverhalte hervorgehoben und so nur adäquate Emotionen gefördert, inadäquate jedoch verhindert werden. Der Charakter des Redners überzeugt schließlich dann, wenn er glaubwürdig erscheint, d. h. wenn er wohlwollend, gut und tugendhaft ist. Die optimale sprachliche Form einer Rede sei dann erreicht, wenn sie primär klar, dabei aber weder banal noch erhaben erscheint. Hierdurch werde sowohl das Verständnis als auch die Aufmerksamkeit gefördert. Für besonders geeignet hierzu hält er das Stilmittel der Metapher.

### Römische Rhetorik
Nach einer Phase der Ablehnung der griechischen Rhetoriklehrer etablierte sich der Rhetorikunterricht auch in Rom. Die erste lateinische Rhetorik ist die anonyme Rhetorica ad Herennium. Etwa gleichzeitig entstand Ciceros Jugendwerk De inventione. Weitere rhetorische Schriften Ciceros sind Orator, Brutus, die Partitiones oratoriae und vor allem der Dialog De oratore, die Krönung von Ciceros Beschäftigung mit der Rhetorik. Auch nach dem Ende der Republik blieb der Rhetorikunterricht zentral, verlor allerdings seinen Sitz im Leben in der römischen Kultur. Zeugnis hierfür ist der Dialogus de oratoribus des Tacitus. In der Forschung spricht man bisweilen auch von einem Prozess der Literarisierung der Rhetorik, die nun zur Grundlage der Literaturproduktion wird (Horaz). Mit Quintilian wird am Ende des 1. Jh. n. Chr. erstmals ein Professor für Rhetorik bestellt. Seine Institutio oratoria in zwölf Büchern ist die Summe des antiken Nachdenkens über Rhetorik.

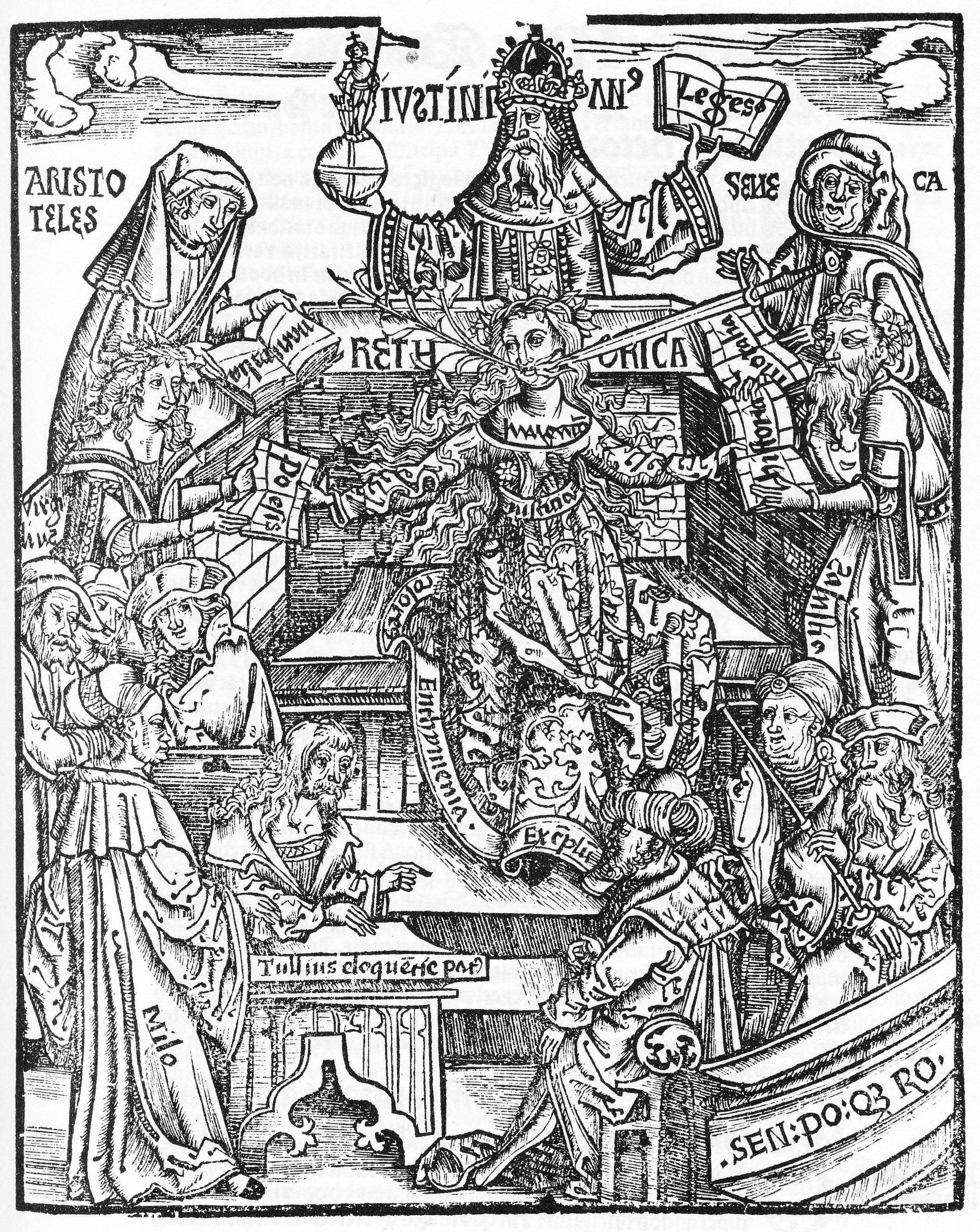
Das traditionelle mittelalterliche und frühneuzeitliche Bild der Rhetorik als Herrin über Redekunst, Jurisprudenz und Dichtung, umgeben von berühmten Vertretern dieser Disziplinen (Holzschnitt aus Gregor Reischs Margarita Philosophica, 4. autorisierte Ausgabe Basel 1517)

Im Mittelalter werden Ciceros De inventione und Quintilians Institutio oratoria zur Grundlage des Rhetorikunterrichts im Rahmen des Triviums aus Grammatik, Dialektik, Rhetorik, das an den Universitäten Europas das Grundstudium und die Grundlage jeder gelehrten Tätigkeit bildete. Zu sehr seltenen Erscheinungen gehören die fünf erhaltenen lateinischen Schulreden des Laurentius von Durham aus der Mitte des zwölften Jahrhunderts, die sich als Gerichtsreden vor einem pfalzbischöflichen Gericht ausgeben.

### Rhetorik in der Neuzeit
Für die gesamte Frühe Neuzeit (16.–18. Jahrhundert) bildet die Rhetorik die unbestrittene Grundlage der Literatur und ihrer Theorie, der Poetik. Dichter wie Martin Opitz oder Georg Philipp Harsdörffer verfassten deutschsprachige Poetiken, deren Struktur und Inhalt sich am Vorbild der Rhetoriken orientierte. Das Gedicht galt als Rede im Sinne der Lobrede, und vom Poeten wurde Gelehrsamkeit und rhetorische Schulung verlangt. Vorbild für diesen Prozess der Vernakularisierung war die lateinische Gelehrtenkultur der Frühen Neuzeit.
Die Aufklärung warf hingegen der Rhetorik vor, von rationaler Erkenntnis abzulenken. Noch stärker abgewertet wurde sie gegen Ende des 18. Jahrhunderts mit dem Aufkommen der Genieästhetik unter deutschen Intellektuellen. Reden sollten nunmehr überzeugend wirken, weil sie aus dem Inneren der Seele oder des Herzens flossen, und nicht mehr, weil eine bestimmte Technik möglichst geschickt angewandt wurde. Insofern geriet die Rhetorik im 18. Jahrhundert unter den moralisch eingefärbten Verdacht, eine strategisch-manipulative „Verstellungskunst“ zu sein.
Diese Abwertung führte dazu, dass im Laufe des 19. Jahrhunderts die Rhetorik als Lehrfach zunehmend verschwand. Goethe, der einer der größten Gegner der rhetorischen Kunstlehre war und diese als Schule des Verstellens bezeichnete, hatte dabei selbst eine rhetorische Ausbildung genossen. Die Rhetorik fördere das Aufwieglertum und sei eine Technik, mit der es dem Redner möglich sei, „gewisse äußere Vorteile im bürgerlichen Leben zu erreichen“. Immanuel Kant wertet in seiner Kritik der Urteilskraft die Rednerkunst als eine Methode ab, sich der Schwächen des Gegners zu bedienen, weshalb sie „gar keiner Achtung würdig“ sei.
In einer Zeit, als man unter Rhetorik nur noch die Technik der Rede, des Gesprächs und der Textanalyse verstand, erhielt sie neue Bedeutung von gesellschaftspolitischer Seite, vor allem durch Karl Marx und andere Sozialrevolutionäre. Im Kommunismus entwickelte sich eine sozialistische Rhetorik mit spezieller Wortwahl. Sie deutete die politischen Verhältnisse im Sinne des Marxismus und stützte auf kämpferische Weise die Argumentation seiner Vertreter und ihre Überzeugungskraft. Dadurch geriet aber in bürgerlichen Kreisen die Redekunst als Ganzes in ein schiefes Licht.
Walter Jens (Univ. Tübingen) führt das schlechte Ansehen der Rhetorik in Deutschland u. a. auf das feudalistische System vieler Territorialherren zurück. Die Rhetorik sei vom Wesen her Sprachmacht der Vernunft, die über Moral und Humanität reflektiere und keine bloße Technik. Die abendländische Beredsamkeit sei aber durch das Untertanendenken zur Dürftigkeit deutscher Zeremonialrhetorik abgesunken. Bismarck selbst, obwohl ein großer Redner, habe die Rhetorik verachtet und sei stolz darauf gewesen, kein Rhetor gewesen zu sein. In der Missachtung des Wortes gegenüber der Tat zeigten sich Reste einer Untertanengesinnung, die nur Befehlen und Gehorchen kenne. Dieses Fehlen einer rhetorischen Tradition sei in Deutschland, anders als in England und Frankreich, ein Grund für die Anfälligkeit gegenüber massenpsychologischer Propaganda gewesen. Auch für Nietzsche beginnt die Bedeutung der Rede erst mit der politischen Form der Demokratie.
In Frankreich dagegen, wo seit dem Mittelalter der Einfluss der antiken Rhetoriker am meisten spürbar war (im geistlichen Bereich unter anderem Jacques Bénigne Bossuet und Louis Bourdaloue), wurde durch die Französische Revolution ein weiterer Aufschwung in der öffentlichen Beredsamkeit ausgelöst. In England förderte das Parlament die Ausbildung von Rhetorikern, wie William Pitt, Edmund Burke, William Ewart Gladstone, Charles James Fox und Thomas Babington Macaulay.

### Rhetorik im 20. und 21. Jahrhundert
Im 20. Jahrhundert wurde die Rhetorik von einer Reihe von Theoretikern aus unterschiedlichen Perspektiven (Studium der Massenkultur, Theorie der Argumentation, Grundlegung der Literaturwissenschaft etc.) wiederentdeckt.
Die seit Mitte des 20. Jahrhunderts aufkommende, deutschsprachige Rhetorikforschung hat inzwischen eine ganze Reihe von Innovationen auf den Gebieten der Allgemeinen Rhetorik, Rhetorikgeschichte, rhetorischen Anthropologie und Kulturtheorie, Toposforschung und Argumentationstheorie hervorgebracht.
Dennoch wird Rhetorik nur an einer deutschsprachigen Universität als eigenes Fach gelehrt – an der Eberhard Karls Universität Tübingen. Von 1963 bis 1988 hatte Walter Jens (1923–2013) diesen Lehrstuhl inne; er wurde für ihn eingerichtet. Es war der erste dieser Art in Deutschland seit 1829. Nachfolger wurde bis 2009 Gert Ueding (* 1942), einer seiner Schüler; dessen Nachfolger wurde Dietmar Till. Mit der Eberhard Karls Universität als einzigem universitären Standort und aktuell (Stand Juni 2019) drei dort angesiedelten Lehrstühlen für Rhetorik gilt die Rhetorik in der deutschen Hochschulpolitik als Kleines Fach. Daneben gibt es an der rechtswissenschaftlichen Fakultät der Fernuniversität Hagen einen „Lehrstuhl für Öffentliches Recht, juristische Rhetorik und Rechtsphilosophie“.
An der Paris-Lodron-Universität in Salzburg besteht seit 2008 ein fakultätsübergreifendes Angebot, ein großes Rhetorik-Zertifikat zu erwerben. Die Sprechwissenschaft und Sprecherziehung hingegen beschäftigt sich lehrend und forschend überwiegend mit der angewandten rhetorischen Kommunikation. In der modernen Linguistik werden rhetorische Fragen beispielsweise im Rahmen der Gesprächsanalyse behandelt. Inzwischen wurde die rhetorische Tradition auch in der Literaturwissenschaft rehabilitiert. Als „Gebrauchsrhetorik“, etwa als Rhetorik für Manager, hat sie wieder einen Platz in den Bücherregalen.

## Begriff der Rhetorik
Rhetorik war schon immer Kunstlehre und Kunstübung zugleich, sowohl eine soziale Praxis als auch deren Theorie. Bis ins 17. Jahrhundert erfolgte eine Differenzierung einerseits in die rhetorica oder rhetorica docens als Bezeichnung für die Theorie („Redekunst“), andererseits in die oratoria, eloquentia oder rhetorica utens für die Praxis („Beredsamkeit“). Im 20. Jahrhundert etablierte sich im deutschsprachigen wissenschaftlichen Bereich die terminologische Unterscheidung zwischen Allgemeiner Rhetorik (für die Theorie) und Angewandter Rhetorik (für die Praxis). Rhetoriktrainer und Ratgeberautoren ignorieren dies allerdings weitgehend.
Dieser „doppelte Doppelcharakter von Rhetorik“, der allgemein zur Begriffsverwirrung beiträgt, wurde von Richard Albrecht zusammenfassend damit erklärt, dass unter Rhetorik „einerseits und allgemein Intention und Proposition von Sprechhandeln als linguistisches Phänomen, andererseits und spezifisch Wissenschaft von der öffentlichen Rede(-kunst)“ verstanden werde.
Unter Angewandter Rhetorik wird die Disziplin der praktischen Rede verstanden. Dabei macht jemand bewusst oder unbewusst Gebrauch von den Regeln und Techniken, die im historisch entstandenen System der Allgemeinen Rhetorik formuliert sind. Als konkrete Anleitung zur verbalen wie schriftlichen Kommunikation umfasst sie die Ausbildung und Übung des wirkungsorientierten Sprechens, Verhaltens und Schreibens. Erkenntnisse der Sprechwissenschaft und Sprecherziehung fließen heute ebenso in sie ein wie Erkenntnisse der Psychologie und Linguistik (Sprachlehre). Die Angewandte Rhetorik bezieht sich vor allem auf die Redepraxis in der Wirtschaft, in der Politik und vor Gericht; doch sind auch das therapeutische Gespräch oder die private Kontroverse von ihr geprägt. Da sie sich nicht nur auf den Monolog, sondern ebenso auf den Dialog bezieht, beschäftigt sie sich ebenso mit Dialektik (im sokratischen Sinne) und wird gelegentlich auch als Gesprächsrhetorik (siehe Sprecherziehung) bezeichnet.

## Außereuropäische Rhetorik
„Wenn Wort, Begriff und Sache 'Rhetorik' eine europäische Erfindung sind, lässt sich von Rhetorik im Sinne einer spezifischen Kunstlehre strenggenommen nur in der (bzw. den) europäischen und den von dieser (bzw. diesen) beeinflussten Kulturen sprechen. Weil es aber eine mehr oder weniger reflektierte rednerische Praxis in allen Gesellschaften und Kulturen gibt, ist es legitim, diese zu erforschen und in methodisch vorsichtiger Ausweitung und Übertragung der eigenen Konzeptionen nach rhetorikanalogen Theoremen und Regeln außerhalb der europäischen Rhetoriktradition zu suchen.“

## System der Rhetorik

### Die fünf Produktionsstadien einer Rede
Von der Idee bis hin zum Vortrag sind fünf Schritte (lateinisch officia oratoris bzw. rhetorices partes) zu durchlaufen:
1. inventio: Auffindung der Argumente; wichtigstes Hilfsmittel ist dabei die Topik.
2. dispositio: Gliederung des Vortrags.
3. elocutio: die Einkleidung der Gedanken in Worte („Redeschmuck“; lat. ornatus); die sprachliche Gestaltung (Wortwahl, rhetorische Stilmittel, kommunikative Direktion, Satzbau, Pausen).
4. memoria: Einprägen der Rede für das auswendige Vortragen; Auswendiglernen mittels Mnemonik (beispielsweise durch bildliche Vorstellungen).
5. actio/pronuntiatio: öffentlicher Vortrag, bei dem stimmliche, mimische und gestische Mittel eingesetzt werden, also sowohl verbal (Lautstärke, Tempo und Pausensetzung, Artikulation, Timbre, Prosodie) als auch nonverbal (Mimik; Gestik; Blickkontakt, Physiognomie, persönliche Präsenz, Körpersprache) kommuniziert wird.

### Redegattungen
Aristoteles unterschied in seiner Rhetorik drei Gattungen:
1. Gerichtsrede (gr. γένος δικανικόν génos dikanikón, lat. genus iudiciale)
2. Beratungsrede; politische Entscheidungsrede (gr. γένος συμβουλευτικόν génos symbouleutikón, lat. genus deliberativum)
3. Lob- und Festrede (gr. γένος ἐπιδεικτικόν génos epideiktikón, lat. genus demonstrativum oder genus laudativum)

Während in der Gerichtsrede über Vergangenes geurteilt wird (zum Beispiel: Hat der Angeklagte den XY ermordet?), geht es in der politischen Entscheidungsrede um ein in der Zukunft liegendes Thema (zum Beispiel: Soll Krieg geführt werden oder nicht?). In beiden Fällen aber geht es um eine aktive Entscheidung, die durch die Rede beeinflusst werden soll. Im Falle der Lob- und Festrede dagegen bleibt das Publikum weitgehend unbeteiligt.
In der weiteren Geschichte der Rhetorik wurde diese Gattungstrias normativ verstanden. Erst in der Spätantike wurde sie um weitere rhetorische Textsorten wie den Brief, den Lehrvortrag (Sachrede) oder die Predigt erweitert. In der Sachrede werden dem Zuhörer feststehende Tatsachen nahegebracht. Die Predigt ist dazu da, dem Publikum aus der Bibel (vor allem dem Evangelium) zu erzählen und diese(s) zu erklären und verständlich zu machen.

### Redeteile
Die einzelnen gedanklichen Abschnitte einer Rede werden bezeichnet als partes orationis ‚Teile einer Rede‘.
1. Einleitung (exordium/prooemium) – Der Redner versucht, das Wohlwollen des Publikums zu erlangen und seine Aufmerksamkeit sicherzustellen.
2. Erzählung (narratio) – Darauf folgt eine Schilderung des Sachverhaltes, um den es geht; bei der Gerichtsrede wird hier der Fall erzählt.
3. Gliederung (propositio) der nachfolgenden Beweisführung.
4. Beweisführung (argumentatio) – Der eigentlich argumentierende Teil der Rede, in dem der Redner für die Glaubwürdigkeit seiner Sache argumentiert (confirmatio). Kann auch die Widerlegung der gegnerischen Argumente umfassen (confutatio).
5. Redeschluss (peroratio/conclusio) – Schluss: Hier kann zum Beispiel noch einmal an die Emotionen des Publikums appelliert werden.

### Wirkungsweisen einer Rede
Officia oratoris heißen die Wirkungsweisen der Rede:
- docere et probare ‚belehren und argumentieren‘
- conciliare et delectare ‚gewinnen und erfreuen‘
- flectere et movere ‚rühren und bewegen‘

### Stilhöhen einer Rede
Die antike Stiltheorie unterschied v. a. drei Stilebenen für Reden, die teilweise lose mit den Wirkungsweisen verknüpft wurden. Welche Stilebene wann zu wählen sei, war Gegenstand heftiger Debatten, von denen etwa Ciceros Orator Zeugnis ablegt. Cicero plädiert dafür, die Stilebene je nach dem Gegenstand der Rede zu wählen:
- genus humile oder subtile: schlichter Stil ähnlich der Alltagssprache, arbeitet besonders mit einfacher Argumentation
- genus medium oder mixtum: mittlerer bzw. gemischter Stil, typisch etwa für den wissenschaftlichen Vortrag
- genus grande oder sublime: gehobener bzw. erhabener Stil, steht der dichterischen Sprache nahe, arbeitet stark mit Affekterzeugung

### Stilmittel
Die Stilmittel untergliedern sich in Tropen und Figuren.
Tropen sind Ausdrucksweisen, die sich vom gewöhnlichen Sprachgebrauch dadurch abheben, dass der übliche, eigentliche Ausdruck ersetzt wird. Je nach dem semantischen Verhältnis zwischen dem ersetzenden und dem ersetzten Wort lassen sich die Tropen in Typen untergliedern: Metapher, Metonymie, Synekdoche, Emphase, Hyperbel, Antonomasie, Ironie, Litotes, Periphrase.
Figuren dagegen betreffen entweder die Anordnung der Wörter, figurae elocutionis, die sich untergliedern in figurae per adiectionem: Geminatio, Anapher, Epipher, Polyptoton (Wiederholung eines Wortes in unterschiedlichem Kasus), der Enumeratio (Aufzählung), des Epitheton (formelhafter schmückender Zusatz), des Polysyndeton (wiederholte Setzung von Bindewörtern) und zahlreiche weitere; figurae per detractionem wie Ellipse (Auslassung), Zeugma (Sprache) (Zuordnung eines Teilgliees zu mehreren einander koordinierten Gliedern), Asyndeton (Verzicht auf Bindewörter); figurae per ordinem: Anastrophe (Rhetorik) (ungewöhnliche Wortfolge), Hyperbaton (Sperrung), Isokolon (koordinierte Nebeneinanderstellung mehrere Kola).
Oder sie betreffen ganze Sätze oder Satzbestandteile, figurae sententiae, die sich untergliedern in: Figuren der Publikumszugewandtheit wie der Anrede, der Obsecratio (Anflehen), der Licentia (Selbstermächtigung), der Apostrophe (Abwendung vom Publikum zu einem andren Gesprächspartner), der Frage, der Subjectio (Fiktiver Dialog), der Dubitatio (Zweifel); Figuren der Sachzugewandtheit, darunter semantische Figuren wie der Finitio (Begriffsbestimmung), der Conciliatio (Verwendung eines gegnerischen Arguments gegen diesen), der Correctio (Verbesserung des zunächst gewählten eigenen Ausdrucks), Antitheton (Die Gegenüberstellung), der Commutatio (Gegenüberstellung eines Gedankens und seiner Umkehrung als Parallelismus oder Chiasmus) und weitere, affektische Figuren wie der Exclamatio (Ausruf), der Evidentia (Verdeutlichung durch Aufzählung von Einzelheiten), der Sermocinatio (Charakterisierung durch Zitate), die Fictio personae (Personifikation, Belebung von Gegenständen) und weitere.

### Monolog und Dialog
Für den freien Vortrag (Monolog) nutzt der Redner verschiedene rhetorische Figuren, Thesen, Prämissen und Argumente. Das Argument steigert hier die Prämisse oder These durch eine gezielte Konklusion, mit der der Redner sein Gegenüber zu überzeugen versucht. Durch die Anordnung dieser Elemente in der freien Rede (Steigerung, Reihung, Dialektik etc.) erzeugt der Sprecher Aufmerksamkeit und Spannung beim Publikum.
Im Dialog eines Gespräches gewinnt die Interaktion besondere Bedeutung. Weit mehr als beim Vortrag, der durchaus auch gewisse Interaktionen bilden kann, hat der Redner nun auf die verbalen und nonverbalen Reaktionen seines Gegenübers zu reagieren. Hierbei spielen gerade die körpersprachlichen Signale als Gradmesser der emotionalen Verfassung eines Gesprächspartners eine besonders große Rolle, die mitunter widersprüchlich sein kann. Sind nonverbale und verbale Aussagen unstimmig, spricht man von Inkongruenz. Die Anordnung der rhetorischen Elemente im Dialog hängt also vor allem von der Wirkung ab, die er erzielt.

## Hermeneutik
Die Rhetorik ist auch literaturwissenschaftliche Hilfslehre für die zentrale Aufgabe der Hermeneutik. Hier fragt sie nach den Strategien der Darstellung, der Leserführung und der internen Wirkungsabsicht von Texten. Mit dem textkritischen Wissen der Rhetorik können schriftliche Quellen auf ihre Überzeugungsstrategien hin analysiert werden.

## Ethik und Rhetorik

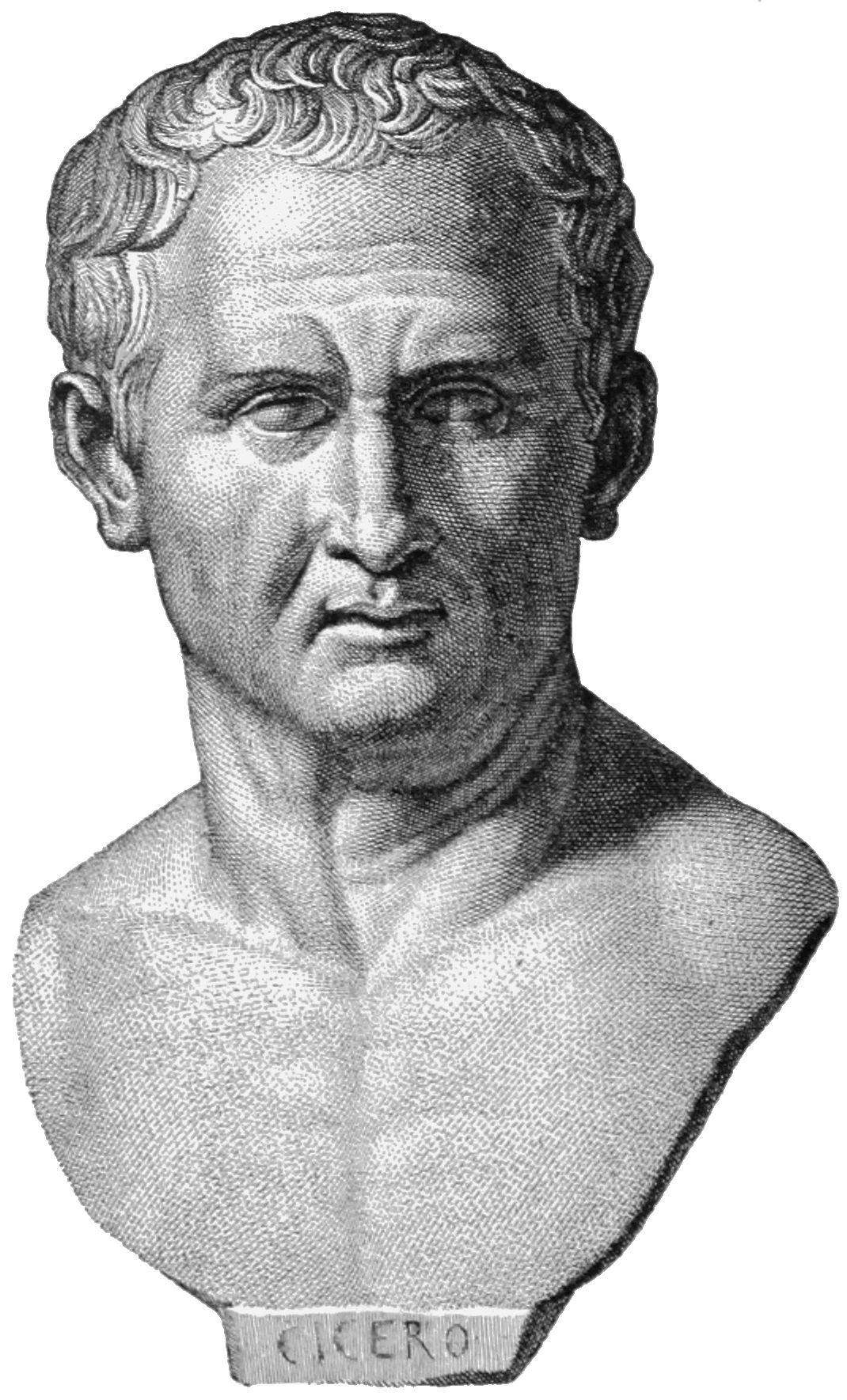
Antike Büste von Cicero

Gedanken zur Ethik sind von jeher Bestandteil der Rhetorik. Wann handelt es sich bei einer Rede (noch) um ein legitimes Beeinflussen von Einstellungen? Wo beginnt Manipulation? Heiligt der Zweck alle Mittel? – Ein Konflikt um diese Fragen entwickelte sich in der Antike bereits zwischen den Sophisten (etwa Gorgias, Isokrates) und den Philosophen (etwa Sokrates, Platon). Damit eng verbunden war die Frage nach einer „letzten“ Wahrheit, die Klarheit darüber hätte schaffen können, wie und wovon man überzeugen darf.
Viele antike Autoren entwickelten Vorstellungen davon, welche Mittel der Rhetorik ethisch legitim seien und die Akzeptabilität der Rede erhöhten. Bei Aristoteles etwa heißt es: „Dadurch, wie der Redner erscheint, gewinnen wir Vertrauen, und das ist dann der Fall, wenn er als rechtschaffener oder freundlich gesinnter Mensch oder als beides erscheint.“ Ethik im Sinne der charakterlichen Prägung des Redners zählt für ihn – neben Leidenschaftserregung und Argumentation – zu den drei Überzeugungsmitteln. Vor ihm war es bereits Isokrates (370 v. Chr.), der in seiner Rede Nikokles die so genannte Goldene Regel als Empfehlung für den Redner formulierte.
Im antiken Rom sind es insbesondere Cicero, Quintilian und Seneca, die ein Idealbild des Redners als orator perfectus (Cicero) oder vir bonus (Quintilian) entwerfen und somit Beredsamkeit, Weisheit und tugendhaftes Leben miteinander verknüpfen.
Im Mittelalter zeigt sich die Ethik als Form angewandter Rhetorik unter anderem darin, dass Thomas von Aquin strenge Regeln für einen „scholastischen Disput“ formulierte. Diese Streitgespräche erzwangen das Zuhören als eine Form der Wertschätzung. Bevor jemand seinen eigenen Standpunkt in diesen Übungsreden darstellen durfte, musste er vorher den gegnerischen Redebeitrag sinngemäß richtig mit eigenen Worten wiedergeben können (Paraphrasierung). Andernfalls wurde er disqualifiziert.
Das Ende der Rhetorik wird in der Literatur häufig mit Immanuel Kant in Verbindung gebracht, der die Position vertrat, dass die mit der Rhetorik oft einhergehende Ausnutzung der Mitmenschen „gar keiner Achtung würdig“ sei.
Wenn in Deutschland in der zweiten Hälfte des 20. Jahrhunderts die Zahl der Vorbehalte gegenüber der Rhetorik zunahm, so war dies auch auf ihre einseitige Instrumentalisierung durch den Nationalsozialismus zurückzuführen. Die Zeit des Nationalsozialismus und ihre Gräuel können als eine Konsequenz einer Rhetorik ohne ethisches Fundament angesehen werden. Kritiker erkennen in dieser Argumentation allerdings selbst eine rhetorische Figur und verweisen auf das sprachwissenschaftliche Werk Victor Klemperers, der die Sprache des Dritten Reiches, ihre Euphemismen und Verschleierungen aus der Perspektive eines von Verfolgung bedrohten Juden erforschte. Schimpfworte, Diffamierungen und Kampfbegriffe sind ebenfalls Teil der Sprache, können jedoch – entgegen der These, dass es keine böse Sprache, sondern nur böse Redner gebe – kaum als neutral angesehen werden.
Dass in der deutschen Sprache das Verb „überreden“ als anrüchig empfunden und stattdessen von „überzeugen“ als Ziel der Rhetorik gesprochen wird – eine Differenzierung, die Griechen und Römer noch nicht kannten – mag auch als Beleg für die Relevanz einer ethisch orientierten Redekultur gewertet werden.
Der Gebrauch von rhetorischen Strategien an sich wird daher nicht als illegitim angesehen und ist auch in der heutigen Politik üblich. Er dient der Meinungsbildung, solange der Öffentlichkeit eine Beeinflussungsabsicht bewusst ist und die Möglichkeit zum Vergleich mit anderen Ansichten besteht. Die Aufgabe, solche Strategien zu erkennen und zu bewerten, liegt beim Bürger.

## Studium und Studiengänge in Rhetorik
Schon in der Antike konnte man Rhetorik studieren. Als Beispiel sei hier das Rhetorikstudium an der alten Universität Trier genannt. Auch heute kann man Rhetorik als eigenständigen Studiengang oder als Teilgebiet im Fach Sprechwissenschaft und Sprecherziehung studieren. An folgenden deutschen Hochschulen wird das Fach Rhetorik angeboten:
| Hochschule                                            | Studiengang                                                                  | Abschluss            |
| ----------------------------------------------------- | ---------------------------------------------------------------------------- | -------------------- |
| Hochschule für Musik und Darstellende Kunst Stuttgart | Rhetorik                                                                     | Master               |
| Eberhard Karls Universität Tübingen                   | Rhetorik                                                                     | Bachelor / Master    |
| Universität des Saarlandes                            | Germanistik mit Schwerpunkt in Sprechwissenschaft und Sprecherziehung        | Master               |
| Universität Koblenz-Landau                            | Unternehmenskommunikation und Rhetorik / Business Communication and Rhetoric | Weiterbildungsmaster |
| Friedrich-Schiller-Universität Jena                   | Sprechwissenschaft und Phonetik                                              | Bachelor             |
| Philipps-Universität Marburg                          | Speech Science mit Spezialisierung in Sprechwissenschaft                     | Master               |
| Universität Regensburg                                | Speech Communication and Rhetoric in Sprechwissenschaft und Sprecherziehung  | Weiterbildungsmaster |
| Martin-Luther-Universität Halle-Wittenberg            | Sprechwissenschaft                                                           | Bachelor / Master    |

Darüber hinaus kann Rhetorik auch als Teilbereich innerhalb des Bachelorstudiengangs Sprecherziehung und Sprechkunst an der Hochschule für Musik und Darstellende Kunst Stuttgart studiert werden.

## Berühmte historische Reden
- Buddha: Erste Lehrrede im Wildpark von Sarnath, ca. 508 v. Chr.
- Gorgias: Lob der Helena, ca. 480 v. Chr.
- Perikles: Gefallenenrede, Winter 431/30 v. Chr., Athen.
- Sokrates: Verteidigungsrede, 399 v. Chr., Athen.
- Isokrates: Rede über den Frieden, um 355 v. Chr., Athen
- Demosthenes: Kranzrede, 330 v. Chr., Athen.
- Marcus Tullius Cicero: Reden gegen Verres, 70 v. Chr., Rom; In Catilinam orationes quattuor Vier Reden gegen Catilina.
- Marcus Antonius: Rede bei Caesars Begräbnis, 20. März 44 v. Chr., Rom;[29] literarisch nachgestaltet von William Shakespeare in seinem Drama Julius Caesar (3. Aufzug, 2. Auftritt), um 1599, erster Druck 1623
- Jesus von Nazaret: Bergpredigt, um 29 n. Chr.
- Jesus von Nazaret: Endzeitrede, um 30 n. Chr.
- Mohammed: Eure Würde ist unantastbar, Abschiedswallfahrt, März 632.
- (zugeschrieben) Otto I.: Rede vor der Schlacht auf dem Lechfeld, 10. August 955, bei Augsburg.
- Urban II.: Aufruf zum Ersten Kreuzzug, 27. November 1095, Clermont
- Martin Luther: Verteidigungsrede, 18. April 1521, Worms.
- Thomas Müntzer: Fürstenpredigt, 13. Juli 1524, Schloss Allstedt
- Karl V.: Abdankungsrede, 25. Oktober 1555, Brüssel
- Elisabeth I.: Tilbury-Rede, 9. August 1588, Tilbury.
- Friedrich II.: Rede vor der Schlacht bei Leuthen, 3. Dezember 1757, Parchwitz (Prochowice)
- Friedrich Schiller: Was heißt und zu welchem Ende studiert man Universalgeschichte?, 26. Mai 1789, Jena
- Maximilien de Robespierre: Über die Prinzipien der politischen Moral (Sur les principes de morale politique), 17. Pluviôse II = 5. Februar 1794, Paris
- Ludwig Uhland: Rede gegen das Erbkaisertum, 22. Januar 1849, Frankfurt am Main
- Häuptling Seattle: Meine Worte sind wie die Sterne, Januar 1854.
- Abraham Lincoln: House-Divided-Rede, 16. Juni 1858, Springfield (Illinois).
- Abraham Lincoln: Gettysburg Address, 19. November 1863, Gettysburg (Pennsylvania).
- Fjodor Michailowitsch Dostojewski: Puschkin-Rede, 8. Juni 1880, Moskau.
- Helene Lange: Bildung als Menschenrecht, 1889.
- Vivekananda: Rede vor dem Weltparlament der Religionen, 11. September 1893, Chicago.
- Wilhelm II.: Hunnenrede, 27. Juli 1900, Bremerhaven.
- Bertha von Suttner: Aus der Werkstatt des Pazifismus, 1912.
- Rosa Luxemburg: Und nun verurteilen Sie mich! 20. Februar 1914
- Marie Juchacz: "Meine Herren und Damen …", 1919
- Mahatma Gandhi: Über die Gewaltlosigkeit, 1922.
- Gustav Stresemann: Beim Empfang des Friedensnobelpreises, 29. Juni 1927.
- Otto Wels: Rede gegen das Ermächtigungsgesetz, 23. März 1933, Berlin.
- Winston Churchill: öffentliche Reden als Kriegspremier 1940, London:
  - Blood, toil, tears and sweat (verkürzt: Blood, Sweat, Tears) –  am 13. Mai vor dem britischen Parlament
  - Be Ye Men of Valour –  am 19. Mai, seine erste Radio-Ansprache an alle Briten (auf Deutsch: „seid tapfere Männer“), die er neun Tage nach dem Amtsantritt hielt. Er variiert ein Bibelzitat.
  - We Shall Fight on the Beaches – am 4. Juni vor dem britischen Parlament (während London und England unter den deutschen Luftangriffen leiden)
  - This Was Their Finest Hour  –  am 18. Juni ebenfalls vor dem britischen Parlament (er nimmt hier gedanklich einen künftigen Zeitpunkt ein, von dem aus auf die akute Situation nach den Niederlagen von Dünkirchen und nach der französischen Niederlage evtl. zurückgeblickt werden könnte. Daraus leitet er seine ethische Forderung ab)
  - Never was so much owed by so many to so few – 20. August (auch: The Few)
- Joseph Goebbels: Sportpalastrede, 18. Februar 1943, Berlin.
- Thomas Mann: Deutschland und die Deutschen, 6. Juni 1945, Washington D.C.
- Ernst Reuter: Rede vor dem Reichstagsgebäude, 9. September 1948, Berlin
- Elisabeth Selbert: Gleichberechtigung der Frau in die Verfassung, Norddeutscher Rundfunk 19. Januar 1949.
- Nikita Sergejewitsch Chruschtschow: Über den Personenkult und seine Folgen, 25. Februar 1956, Moskau.
- John F. Kennedy: Frage nicht was dein Land für dich tun kann, sondern was du für dein Land tun kannst (Ask what you can do for your country; Antrittsrede als Präs. 1961); Ich bin ein Berliner, 26. Juni 1963, Berlin.
- Martin Luther King: I Have a Dream, 28. August 1963, Washington D.C.
- Malcolm X: By any means necessary, 1965.
- Waltraud Schoppe: Vergewaltigung in der Ehe, 5. Mai 1985
- Richard von Weizsäcker: Die doppelte Befreiung, 8. Mai 1985, Bonn.
- Christa Nickels: Intervention im Bundestag bei der Aussprache zur Ausstellung "Verbrechen der Wehrmacht", 13. März 1997
- Joschka Fischer: Rede zum Kosovokrieg auf dem Sonderparteitag der Grünen 1999 in Bielefeld: „Liebe Freundinnen und Freunde, liebe Gegner, geliebte Gegner!“.
- Margot Käßmann: Eine Frau als Lehrerin Jesu, 1999.